# يقين بيدو
يقين ياسر بيدو تعرف أيضًا بـميرنا الحسن (1993) إعلامية مستقلة سورية. دخلت في نشاط إعلامي بعد بدء الحرب الحرب الأهلية السورية بعدة سنوات وظهرت كناشطة اعلامية تهتم بالإعلام البديل بعد معركة 24–28 مارس 2015 في إدلب، حيث انهت دراستها في اللاذقية وانتقلت إلى ادلب لتستقر فيها للتغطية الإعلامية للحرب الأهلية السورية. عملت كمراسلة ميدانية متميزة في مدينة ادلب لقناة أورينت التلفزيونية فتركتها وتعمل حالياً بشكل مستقل وتساهم في إعداد التقارير وإرسال أخبار. كتبت عدة مقالات في مجلات وجرائد ورقية وإلكترونية وهي ثاني صحفية شابة إدلبية تبث من المنطقة خلال الحرب. فازت بجائزة الشجاعة الصحفية المقدمة من قبل المؤسسة النسائية الدولية للإعلام (IWMF) لعام 2020.

## سنواتها الأولى
ولدت يقين ياسر بيدو سنة 1993 م/ 1413 هـ في إدلب ونشأت بها. تركت دراستها الجامعية في علم الاجتماع خلال الثورة السورية 2011 لمشاركتها في الانتفاضة المدنية واختارت «ميرنا الحسن» كاسم مستعار.

## مهنتها
اختارت المهنة الإعلامية كجزء مهم من حراك المعارضة التي تدعهما. فدخلت في مجال الإعلام مع مطلع الحرب الأهلية السورية عام 2011 بشكل سري واستمرت بإرسال الأخبار بين التنسيقيات، ومن ثم أتمت مهمتها في الإعلام بشكل علني عقب معركة إدلب 24–28 مارس 2015 وعودتها لمدينها إدلب والاستقرار فيها. ثم بدأت بكاتبة مقالات. أمضت سنواتها الأولى في إدلب وكانت تتنقل بين مسقط رأسها واللاذقية أثناء اندلاع الحرب السورية في عام 2011. وعقب دراستها في علم الاجتماع، عادت إلى إدلب، وعلى مدى خمس سنوات، قدمت تقارير عن القضايا السياسية والعسكرية والإنسانية فساهمت في العديد من التقارير لقنوات بما في ذلك تلفزيون أورينت ، راديو الكل ، تلفزيون بي بي سي ، راديو صوت دمشق ، فرانس 24 ووكالة الأنباء آنا.

## قضاياها الحقوقية
في مارس 2020 أعلنت أنها تواجهت كثيرًا من تهديدات بالقتل وتنمر واتهامات في مهنتها الإعلامية، وأشارت إلى أشخاص ينتمون إلى الحكومة السورية، ممن يعرفون بالشبيحة وحتى شخصيات سياسية معروفة منهم فارس الشهابي، عضو مجلس الشعب، عبر تغريدة نشرها في حسابه الرسمي في 1 مارس 2020 مفاده «قام أربعة إرهابيين من إدلب باستدراج مراسلة قناة أورينت الداعمة لتنظيم القاعدة بحجة تغطية خبر عاجل وتناوبوا على اغتصابها ورميها عـارية، مصير كل من يتعامل مع الإرهاب ويخـون وطنه». من ثم، أعلنت منظمة مراسلون بلا حدود تضامنها معها وأدانت تعرضها لـ«حملة شائعات وإهانات جنسية من مختلف الأوساط المؤيدة للحكومة».أصدرت رابطة الصحفيين السوريين أيضًا بيان تضامن معها.

## حياتها الشخصية
في مايو 2017 أشارت إلى أنّ اهتمامها بمظهرها الخارجي هو جزء من حياتها اليومية، وأمر متعلّق بشخصيتها وليس بالعمل الصحفي فحسب، على أنّ ذلك لا يعني تخصيص ملابس معينة للعمل الصحفي.
في سبتمبر 2020، وقع إنفجارًا في محل والده ناتج عن عبوة ناسفة وضعها مجهولون في المحل. 

## جوائزها
- 10 مارس 2020: مُنحت تكريمًا لليوم العالمي للمرأة من رئيس تنسيق الثورة السورية[من؟] في أورفة بتركيا، تقديراً لعملها في الصحافة ودورها الرائد في المجتمع.[3]
- 20 مايو 2020: جائزة الشجاعة الصحفية العالمية، من مؤسسة الإعلام النسائية الدولية (IWMF).[3][17]